# Индийско-суринамские отношения
Индийско-суринамские отношения — двусторонние отношения, установленные между обоими государствами в 1976 году.

## История
Индия открыла своё посольство в Парамарибо в 1977 году, Суринам — в Нью-Дели в 2000 году. Также в Бангалоре расположено почётное консульство Суринама.
В сентябре 1992 года была образована суринамско-индийская смешанная комиссия с целью налаживания сотрудничества между государственным и частным сектором экономики обоих государств. С 1998 года Суринам поддерживает стремление Индии к получению постоянного места в Совете Безопасности ООН.

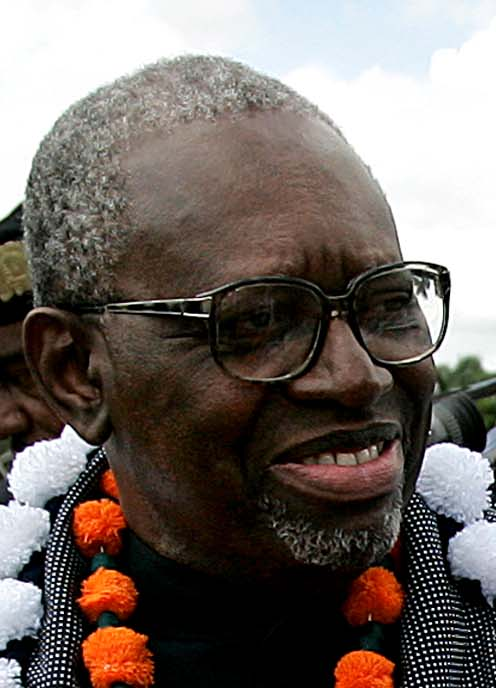
Президент Суринама Рональд Венетиан. 2003 год.

16 — 20 марта 2003 года состоялся визит президента Суринама Рональда Венетиана в Индию, в ходе которого он встретился с президентом Абдулом Каламом и премьер-министром Аталом Ваджпаи, а также подписал соглашения о сотрудничестве в области сельского хозяйства, об образовании программы культурного обмена между обоими государствами и увеличения кредита в размере 10 млн долларов, выданного Индией Суринаму.
С 1 марта 2016 года индийцы имеют право использовать визу при посещении Суринама.

## Хозяйственные взаимоотношения
В 2014 — 2015 годах средства от реализации торговых отношений между обоими государствами составили 228.49 млн долларов. В основном Индия поставляет в Суринам котлы, металлообрабатывающее оборудование, продукцию чёрной металлургии, электрическое и иное оборудование, звукозаписывающие устройства, лекарственные средства, ткани, транспортные средства, кофе, чай, специи, каучук, перец, табак, органические вещества, мебель, ковры, керамические изделия, обувь и печатные книги. Суринам экспортирует в Индию дерево, алюминий и электрооборудование.

## Поддержка со стороны Индии
Индия значительно расширила кредитование Суринама. В 1992 году она выделила ему 5 крор, или, по курсу 2016 года, 27 крор (4.2 млн долларов). Кредит подвергся значительному увеличению в 2003 году и составил 10 млн долларов, средства от которого пошли на ремонт водокачек, создание сталепрокатных станов и покупку 14 тяжёлых землесосов. Третий кредит в размере 16 млн долларов, выданный зональному энергоуправлению Суринама, ушёл на проведение линии электропередач протяжённостью 55 км и мощностью 161 киловольт, от Паранама до Парамарибо. Также Индия поставила Суринаму бульдозеры, грузовики, экскаваторы, средства связи и фонари на солнечных батареях. Четвёртый кредит получило Министерство общественных работ Суринама с целью завершения строительства водокачек. На сумму 4.3 млн долларов была реализована поставка пожарных машин, произведённых на предприятии Bharat Earth Movers, на сумму 2.946 млн — прибрежного сетевого оборудования компании Bharat Electronics Limited.

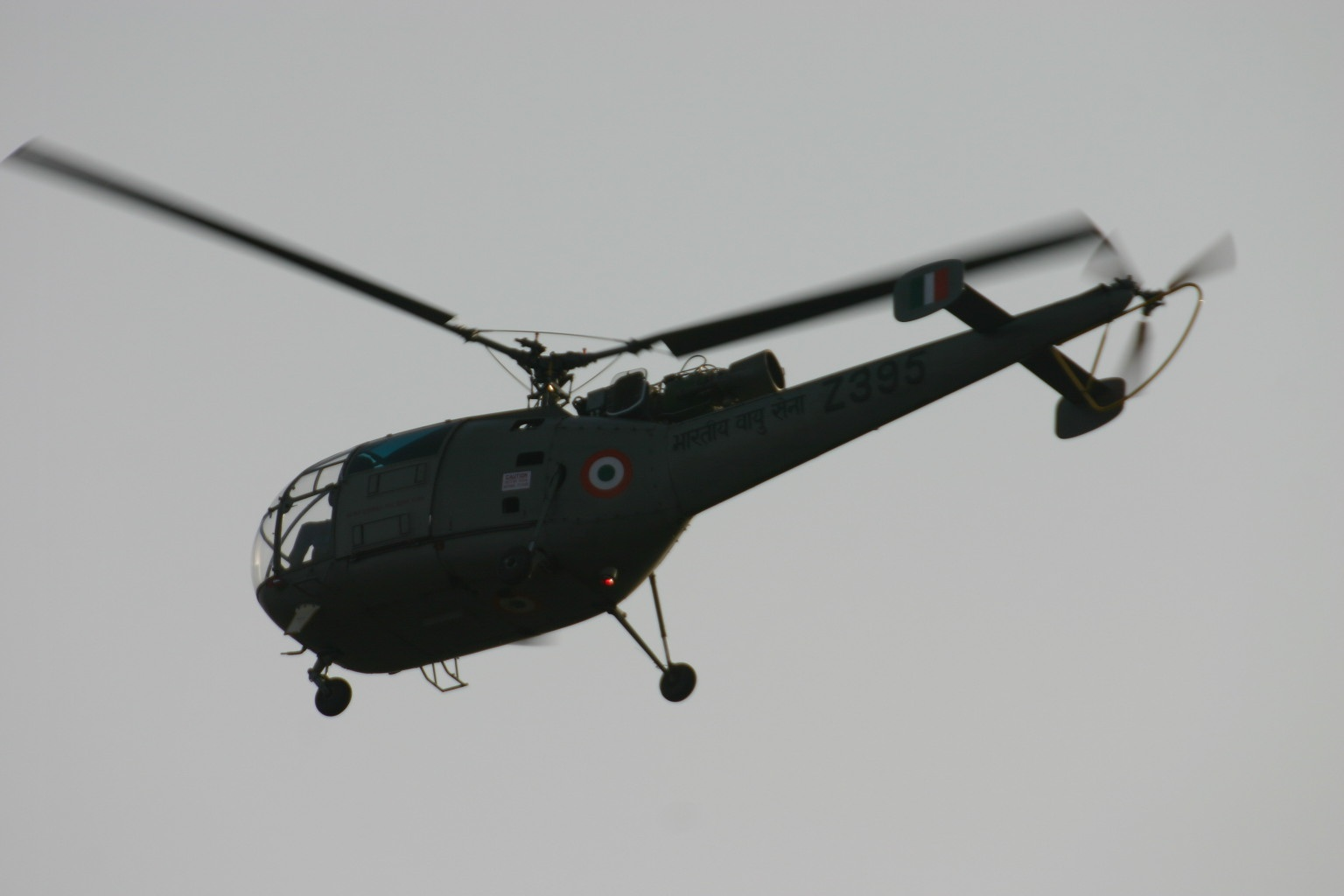
Вертолёт HAL Chetak над Международным аэропортом имени Индиры Ганди. 2005 год.

В марте 2015 года Индия поставила вооружённых силам Суринама 3 вертолёта HAL Chetak стоимостью 13.5 млн долларов. 311569 долларов было потрачено на модернизацию морга в составе Земельной клиники в Парамарибо, в результате реализации программы выдачи Индией субсидий государствам Латинской Америки и Карибского бассейна 169400 долларов получил Институт природных ресурсов и инженерно-геофизических исследований. На 5-м заседании смешанной комиссии Индия выделила Суринаму 50 млн долларов.
Граждане Суринама имеют право на получение гуманитарного образования в Индии, финансируемого Индийской программой сотрудничества в области технологий и экономики и Индийским советом по культурным связям.

## Культурные отношения
В 1978 году в Суринаме открылся Индийский культурный центр, занимающийся обучением хинди, катхаку, йоге и индийской классической музыке. В декабре 2016 года в государстве на добровольные пожертвования функционировали 80 школ обучения языку хинди.
В среде индийской диаспоры Суринама возник музыкальный стиль байтак-гана, песни в котором исполняются на различных общественных мероприятиях. Значительное влияние на его формирование оказали напевы на языке бходжпури и островов Карибского моря. Идентична стилю чатни, возникшему в Тринидаде и Тобаго. В число наиболее известных исполнителей байтак-ганы входят Рамдев Чайту, Дропати и Деси Рагосинг.

## Индийцы в Суринаме

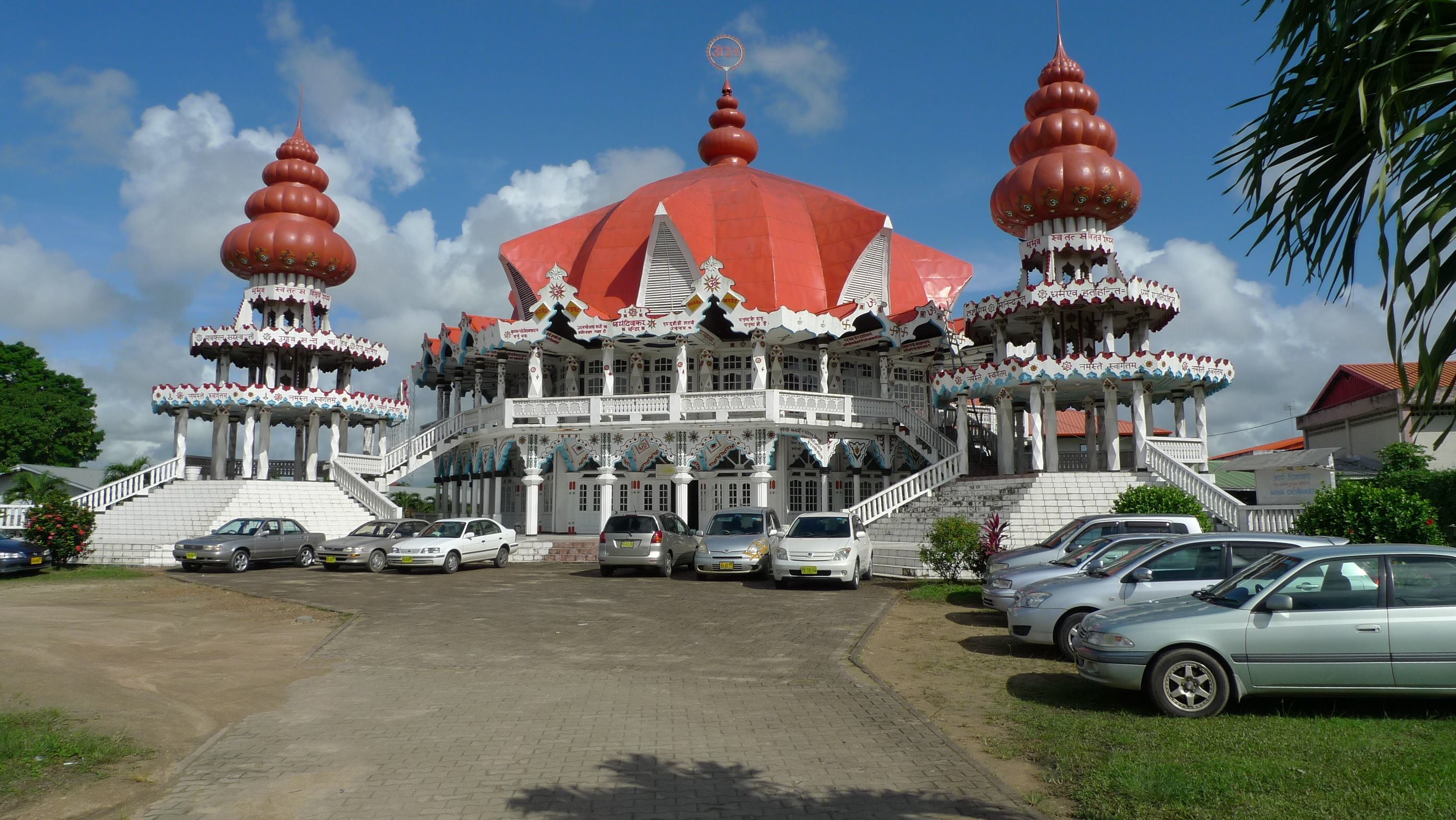
Храм, построенный организацией «Арья Девакер» в Парамарибо.

Индийцы представляют собой крупнейшее национальное меньшинство в Суринаме, с которым идентифицируют себя 27,4 % населения государства. По переписи 2012 года 148433 суринамца представляют собой индийцев. Согласно переписи же 1972 года индийцы составляли 37,6 % населения. Незадолго до предоставления Суринаму независимости и вскоре после него большое количество индийцев эмигрировало в Нидерланды, в результате чего число индийцев в государстве значительно уменьшилось.
В период существования Британской Индии многие индийцы были подвергнуты отправке на работу в различные английские колонии. После отмены рабства в колонии Суринам нидерландское правительство подписало договор с Великобританией о найме подрядных рабочих. Первые индийские рабочие из нынешних штатов Уттар-Прадеш, Бихар и с прилежащих территорий прибыли в Суринам в 1873 году по скреплённому печатью договору.
В связи с присутствием довольно крупной индийской диаспоры в Суринаме ежегодно около 400 человек подают заявления о получении иностранного гражданства Индии.